# Kong Pære
Kong Pære var et underlabel til Medley Records, der kun udgav et begrænset antal udgivelser af mere undergrundsagtig karakter, Jazz eller Balkan.
Navnet Kong Pære er inspireret af en figur fra den franske præ-dadaist Alfred Jarrys teaterstykke fra 1896, Ubu Roi om den pæreformet kong Ubu. 
Punkkompilationen "Pære Punk" fra 1979 var første LP udgivelse (KPLP 1).
Første single udgivelse var gruppen "Bureau Bizar" "Hvorfor?/Langt ud" fra 1984 (KPS 1).